# Joaquim Vallmajó i Sala
Joaquim Vallmajó i Sala (Navata, 1941 – Ruanda, 1994) fou un missioner empordanès. Va estudiar filosofia i teologia al seminari de Girona i donar la seva vida en la tasca d'evangelització compromesa amb la gent que pateix. Va ser víctima de la guerra i de les matances que hi va haver entre els tutsis i els hutus als grans llacs africans: va desaparèixer i no s'han pogut esbrinar les circumstàncies de la seva mort.